# Artúr-mondakör
Az Artúr- (más néven Arthur-, Arthus-) mondakör kelta eredetű verses, illetve prózai ciklus, amely a nyugat-európai irodalmakban elterjedt. A mondakörbe tartoznak például a Kerekasztal lovagjai, Lancelot, Gawain, Lohengrin, Percival és Trisztán, az Excalibur,  a Szent Grál és Merlin, a varázsló. A bőséges anyagból sokan merítettek a középkori nyugat-európai szerzők közül is.

## A mondakör a művészetben
Számos művész és művészeti alkotás (irodalmi mű, festmény, opera, film) feldolgozta a mondakört, így pl.
- Sir Thomas Malory
- Geoffrey of Monmouth
- Chrétien de Troyes
- Wolfram von Eschenbach
- Robert de Boron
- Sir Gawain és a Zöld Lovag (a legenda, és ennek filmes, színházi feldolgozásai)
- Hartmann von Aue
- Kazuo Ishiguro: Az eltemetett óriás (regény)
- Preraffaelita festmények.
- Richard Wagner Lohengrin című operája.
- Richard Wagner Parsifal című operája.
- Alfred Tennyson Shalott kisasszonya (The Lady of Shalott) és Idylls of the king c. költeményei.
- Mark Twain: Egy jenki Artúr király udvarában (A Connecticut Yankee in Arthur's Court), ironikus korrajz, társadalomkritika.
- T. H. White: Üdv néked, Artúr, nagy király (regény), illetve az ebből készült Camelot (film és musical).
- Excalibur, 1981. – amerikai kalandfilm. Rendezte: John Boorman, Szereplők: Nigel Terry, Nicol Williamson, Cherie Lunghi.
- Merlin (Merlin, 1998) – amerikai-angol kalandfilm. Rendezte: Steve Barron, Szereplők: Sam Neill, Miranda Richardson, Paul Curran.
- Az elveszett ereklyék fosztogatói, Artúr keresztje című epizód. (2001)
- Artúr király és a nők (The Mists of Avalon), 2001. – amerikai-német-cseh filmdráma. Rendezte: Uli Edel, Szereplők: Anjelica Huston, Edward Atterton.
- Artúr király (King Arthur), 2004. – amerikai-ír film. Rendezte: Antoine Fuqua.
- Gyalog galopp – a Monty Python társulat által készített paródia.
- Meg Cabot: Misztikus szerelem című könyvében.
- Az első lovag (First Knight), 1995. – amerikai kalandfilm. Rendezte: Jerry Zucker, Szereplők: Sir Sean Connery, Richard Gere, Julia Ormond.
- Tankred Dorst: Merlin avagy a puszta ország, dráma, fordította Kertész Imre, Európa Könyvkiadó, 1983, ISBN 963 072915-6. A színházi előadás címszereplője Garas Dezső volt.
- A kőbe szúrt kard (The Sword in the Stone), 1963. – amerikai rajzfilm, Walt Disney Stúdió.
- Merlin (Merlin), 2008- angol sorozat.
- Artúr király legendája (La Légende du roi Arthur), 2015 – francia musical, a szerző Dove Attia.
- Király ez a srác! (The Kid Who Would Be King), 2019 – angol-amerikai fantasztikus kalandfilm.